# Karelo-finská sovětská socialistická republika

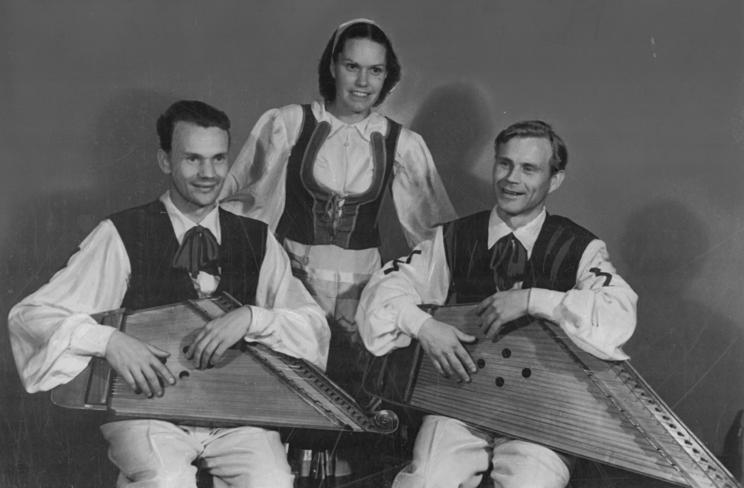
Muzikanti v národních karelských krojích, hrající na kantele.

Karelo-finská sovětská socialistická republika (rusky Карело-Финская Советская Социалистическая Республика) finsky Karjalais-suomalainen sosialistinen neuvostotasavalta) byla v letech 1940–1956 jednou ze 16 svazových republik Sovětského svazu. Hlavním městem byl Petrozavodsk, v letech 1941–1945 pak Belomorsk. 

## Historie
Nová svazová republika vznikla vyčleněním Karelské autonomní sovětské socialistické republiky a jejím spojením s Finskou demokratickou republikou po sovětsko-finské zimní válce (1939–1940). Finská demokratická republika byla Sovětským svazem zřízena během války na získaných finských územích.
Finsko během pokračovací války získalo dočasně území zpět, ale při příměří (1944) byly postoupeny sovětům a konečné hraniční uspořádání bylo sjednáno pařížskou smlouvou roku 1948.
V roce 1956 byla jako samostatná svazová republika zrušena a začleněna do Ruské sovětské federativní socialistické republiky pod původním názvem Karelská autonomní sovětská socialistická republika. Jejím nástupcem je Karelská republika v Ruské federaci.

## Politický účel
Tato samostatná svazová republika byla podle některých historiků přípravným krokem k anexi dalších částí nebo celého Finska, které do první světové války náleželo k Ruskému impériu.
Ugrofinští Karelové a Finové tvořili v republice pouze menšinu (okolo 25 %), převládalo ruské obyvatelstvo. Je proto podezření, že v názvu doplněný a později opět odstraněný národ Finů měl sloužit pro ospravedlnění anexe ochranou sovětských národů. Finština byla např. jedním z jazyků zastoupených na Státním znaku SSSR. Podobně národnostně byly například obhajovány anexe území na západě Běloruské a Ukrajinské SSR.
Omezení autonomie a změna názvu, který mohl být vnímán jako jistý druh nároku na finské území (viz např. spor o název Makedonie), v roce 1956 zřejmě mohly být gestem v poválečném zlepšování finsko-sovětských vztahů, ke kterému patřilo i navrácení poloostrova Porkkala ve stejném roce.